# Cofradía de la Sangre de Cristo (Fuentes Claras)
La Cofradía de la Sangre de Cristo (conocida popularmente como Cofradía de los Penitentes) es una cofradía católica fundada en el siglo XVII en Fuentes Claras (Aragón, España). Es una cofradía de carácter penitencial, vinculada sobre todo a las procesiones de Semana Santa y especialmente a la Romería de los Penitentes. Actualmente la integran más de doscientas personas de diferentes edades, tanto hombres como mujeres.

## Historia
La noticia más antigua se remonta a 1674, cuando se menciona por primera vez la celebración de la llamada Romería de los Penitentes, aún organizada actualmente por la Cofradía. Por otro lado, la fuente documental más antigua que se conserva es el libro de cuentas iniciado en 1725; pero sin duda existió otro más antiguo ya que, como dice la página inicial, se renovo en este libro por aberse concluido el que avia. En cuanto a los estatutos la primera normativa conservada data del año 1782, reconociéndose igualmente la existencia de otro reglamento anterior. Por otro lado, este tipo de cofradías se generalizaron durante la segunda mitad del siglo XVI y en Fuentes Claras la hermandad fue contemporánea de otras fundadas en aquel tiempo como la Cofradía del Santísimo Sacramento (que se remonta, al menos, hasta 1623) o la Cofradía de Nuestra Señora de los Navarros (hacia 1688), hoy desaparecidas. Actualmente es la única hermandad activa en el municipio.

## Funcionamiento interno
Antiguamente la Cofradía estuvo formada íntegramente por hombres y podía ser miembro cualquier vecino varón mayor de catorce años que satisficiera la cuota anual y acreditase buena vida y costumbres; mientras, las mujeres solo podían ser hermanas, en calidad de esposas de cofrades. La membresía obligaba a asistir a los actos religiosos organizados o participados por la Cofradía y obedecer al prior en el desempeño de los cargos asignados. Desde los años 80 del siglo XX dicha distinción ha desaparecido y tanto mujeres como hombres pueden ser cofrades de pleno derecho y también se permitió el ingreso a niños y jóvenes, aunque dispensados de ejercer determinadas tareas.
Actualmente la Cofradía funciona mediante una junta de gobierno que renueva anualmente cada mes de septiembre los cargos de gobierno, menos el de listero. La denominación de éstos no ha variado para mantener la tradición y sus funciones apenas han sufrido variaciones:
- El prior. Es el cargo de mayor prestigio. Cada año recae en el cofrade más antiguo, pero sin poder repetir. Se encarga de organizar y presidir todos los actos de la Cofradía, colaborar con el párroco, mantener la capilla iluminada y arreglada, cobrar las cuotas de los cofrades, portar la imagen del Santo Cristo, nombrar los alumbradores para las ceremonias, etc. Además, para la Procesión de los Penitentes se encarga de la fiesta consistente en preparar chocolate y pastas (o buñuelos) para los penitentes.
- Los mayordomos. Son quienes acompañan al prior en todas las procesiones y entierros, con túnica y portando cirios encendidos. Suelen ser cofrades de antigüedad.
- Los alumbradores. Son cofrades jóvenes que se encargan de acompañar el féretro del fallecido portando cirios encendidos. Antiguamente, además, también llevaban el ataúd y se encargaban del entierro.
- El listero. Se encarga de pasar lista de los cofrades durante las procesiones de la Cofradía. Es el único cargo no elegible, ya que se transmite de padres a hijos.
- El portapendones. Es el encargado de llevar el pendón en todos los actos oficiales de la Cofradía. Para el cargo suele ser designado el prior saliente.
- Los portadores. Se designan cuatro cofrades para portar el Cristo de la Sangre, cuatro más para la Virgen Dolorosa y cuatro para el Cristo del Huerto en las procesiones de Semana Santa. Además, el estandarte es llevado por tres cofrades delegados en todas las procesiones.

## Hábito
El hábito es íntegramente negro con túnica y tercerol del mismo color, asociado tradicionalmente a la representación de la Sangre de Cristo. Es común para hombres y mujeres, todas las edades y sin distinción alguna por jerarquía o antigüedad.

## Patrimonio
Aparte de los gastos e ingresos ordinarios, la Cofradía ha acumulado un patrimonio de gran valor histórico, artístico y, sobre todo, sentimental, a base de legados y donaciones de sus miembros a lo largo de tres siglos. Todo ello se guarda en una de las capillas de la Iglesia Parroquial, de cuya conservación y mantenimiento se encarga la propia Cofradía. Destacan las diferentes tallas (Cristo de la Sangre, la Dolorosa y el Cristo del Huerto, entre otras), cruces procesionales, el pendón y los estandartes, faroles, así como otros instrumentos y enseres.

## Cultos y actividades
La actividad primigenia de la Cofradía consistía en proporcionar ayuda material, moral y espiritual a sus miembros. Es decir, ayudarlos en momentos de enfermedad y extrema necesidad, acompañar al cofrade en sus últimos momentos, velar y rezar por su alma, organizar su entierro, acompañarlo desde su casa a la Iglesia y de allí a la sepultura. Con el tiempo también fue cobrando importancia la organización y participación activa en las diferentes procesiones locales celebradas según el calendario litúrgico, actividad que también favorecía la participación popular por motivos no estrictamente funerarios y, por tanto, más festivos y populares. Actualmente la mayoría de procesiones de la Cofradía están relacionadas con las principales fechas de Semana Santa: Domingo de Ramos, Jueves Santo, el Vía crucis (Viernes Santo) y el Encuentro (Domingo de Pascua).

## Romería de San Bartolomé (o de los Penitentes)
Actualmente el acto más relevante y conocido de la Cofradía es la Romería de San Bartolomé, también llamada de los Penitentes. Es una romería celebrada anualmente cada segundo domingo de mayo y que consiste en una peregrinación a pie hasta Villalba de los Morales (antiguamente municipio independiente y hoy pedanía de Caminreal), que simboliza el hermanamiento entre ambas localidades.
Para su celebración la Cofradía distingue entre penitentes y hermanos. Los primeros, vestidos con el correspondiente hábito, son lo que acuden a la procesión. Mientras, los segundos pueden ser familiares de los primeros o también cofrades; pero no participan en la procesión y visten de paisano, aunque pueden acudir como espectadores. Durante la procesión diferentes cofrades portan las imágenes: cuatro llevan el Cristo del Huerto, cuatro más el Cristo de la Cruz y cuatro más la Dolorosa. Además, una persona porta el estandarte; el prior del año anterior el pendón y el prior vigente el Cristo, el cual cierra la procesión, escoltado por los mayordomos.
Con el paso del tiempo, lo que era una celebración circunscrita al ámbito de la Cofradía ha llegado a implicar a todo el pueblo (especialmente el recibimiento final en la Plaza) y recibe numerosos visitantes en cada edición, lo cual la ha convertido en una de las principales celebraciones del calendario de Fuentes Claras.
Desarrollo
Saliendo a las siete de la mañana y comandados por el prior, los cofrades con cargo asignado salen de la Iglesia Parroquial con sus túnicas guardadas en pañoletas, llevando los pendones y estandartes de la cofradía y acompañando a dos de sus pasos procesionales: Nuestro Señor con la cruz y la Dolorosa. Desde la Ermita de San Salvador cargan los pasos en remolques y suben hasta Villalba. El punto de reunión de todos los cofrades es en las afueras de Villalba, en la zona del cementerio y cerca de la Ermita de San Bartolomé (actualmente prácticamente derruida), donde todos visten el hábito. Entonces el listero pasa lista en el llamado Nombradero y desfilan por orden de antigüedad para comenzar a subir la cuesta y entrar en Villalba.
Una vez llegados son recibidos y saludados por el pueblo mediante las cortesías respectivas, se intercambian las cruces y todos entran en el templo parroquial para participar en la misa y escuchar una homilía en memoria de los cofrades difuntos, con acompañamiento de los tambores. Antiguamente misa y sermón eran los actos principales, finalizando con una comida de hermandad; actualmente el prior invita a chocolate y buñuelos o pastas a todos los asistentes, sin distinciones. Antiguamente eran recibidos delante de la Ermita de San Bartolomé, ubicada a la entrada del pueblo y hoy prácticamente derruida. También existió antaño en el municipio la Cofradía de San Bartolomé, hoy desaparecida, la cual daría nombre a la Ermita y a su vez a la procesión.
Finalizada la fiesta en Villalba, hacia las doce del mediodía la romería inicia el camino de vuelta a Fuentes Claras y vuelve a pasar por la Ermita de San Salvador, donde se vuelve a pasar lista (segundo Nombradero). Luego los cofrades van llegando hasta la Plaza (ante el Ayuntamiento) donde les espera el público asistente y se celebra un acto de fraternidad y reencuentro. Allí les esperan los pendones rojo y blanco, el estandarte del Sagrado Corazón, la cruz procesional plateada, las imágenes de San Fabián y San Sebastián (portadas por los miembros del Ayuntamiento), de San Isidro (por los labradores), de Jesús resucitado (por los niños), de la Virgen del Carmen (amas de casa), de San Antonio (solteras) y del Corazón de Jesús (hermanas).
Cuando la procesión llega a la plaza, con el pendón negro por delante, comienzan las cortesías. Los penitentes desfilan uno a uno (algunos con el rostro cubierto, descalzos o con una gran cruz a cuestas) y todos se paran a la altura de la cruz procesional que espera a un lado de la plaza y hacen una genuflexión. Primero desfilan los de menor antigüedad; luego el estandarte, tambores y cornetas; después el resto de cofrades y las imágenes de Cristo de la cruz y de la Dolorosa. Cierra el cortejo el prior con la cruz de la hermandad y sus alumbradores; y detrás la Virgen, el prior entrante y su familia. Llegados todos a la plaza, se realizan las reverencias a la Dolorosa de cada uno de los santos que aguardaban su entrada y todos marchan hacia la Iglesia Parroquial. Para finalizar el acto, las imágenes vuelven a entrar solemnemente en el templo parroquial hasta el año siguiente (salvo el pendón y el Cristo, que pueden salir por defunción de algún cofrade).

## Galería fotográfica

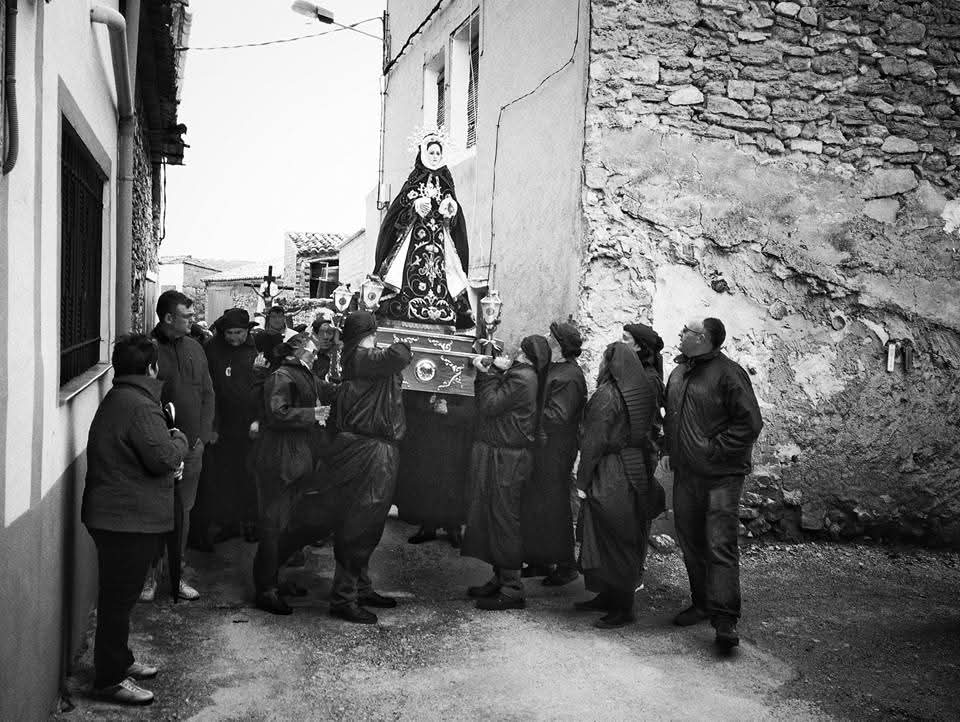
Foto 1
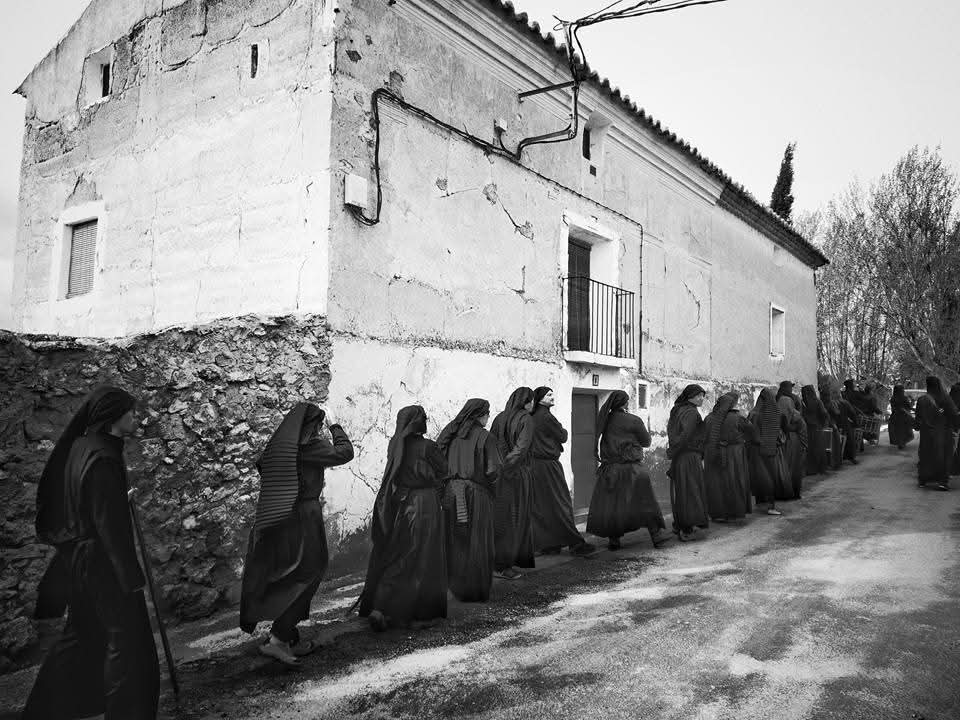
Foto 2
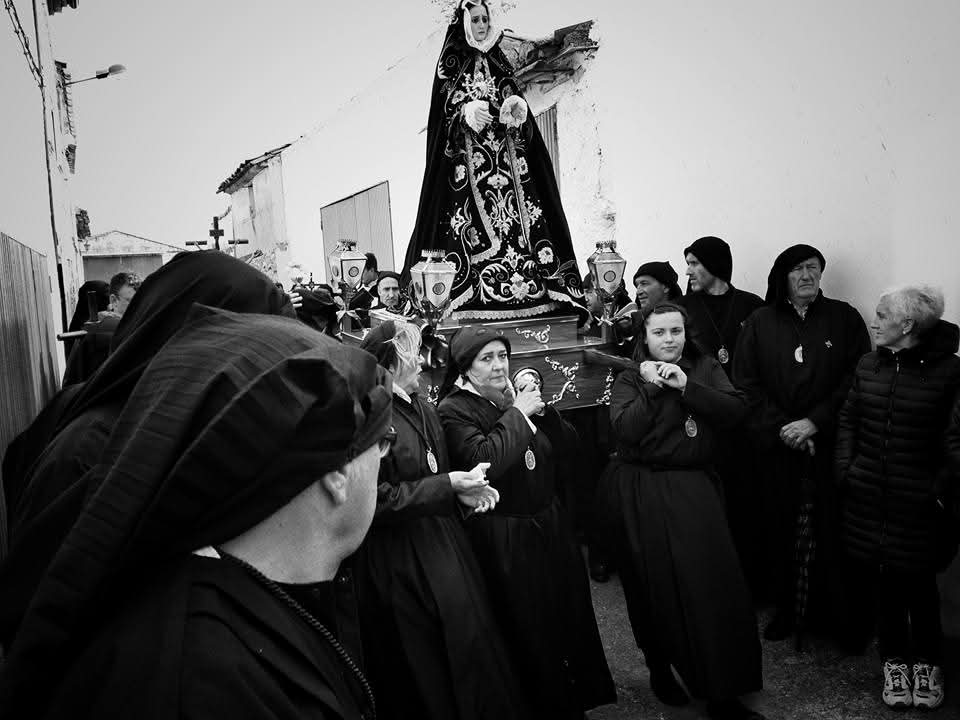
Foto 3
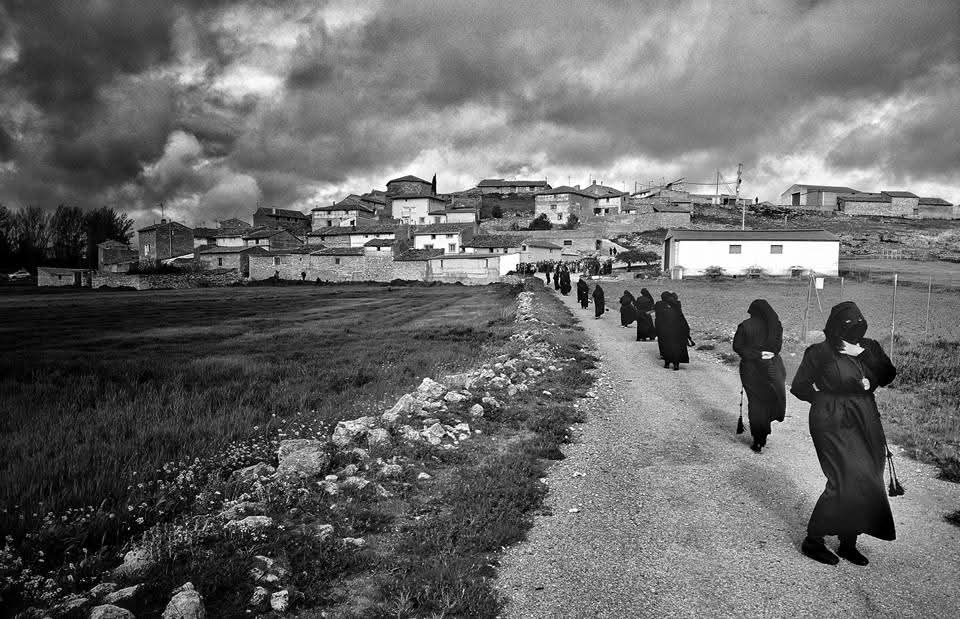
Foto 4
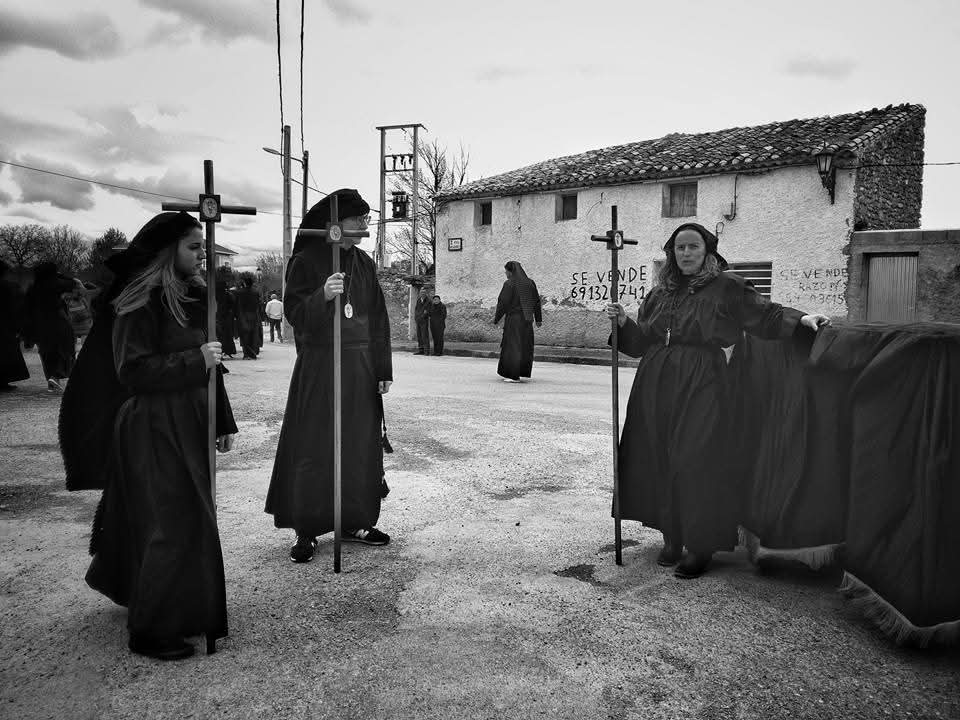
Foto 5

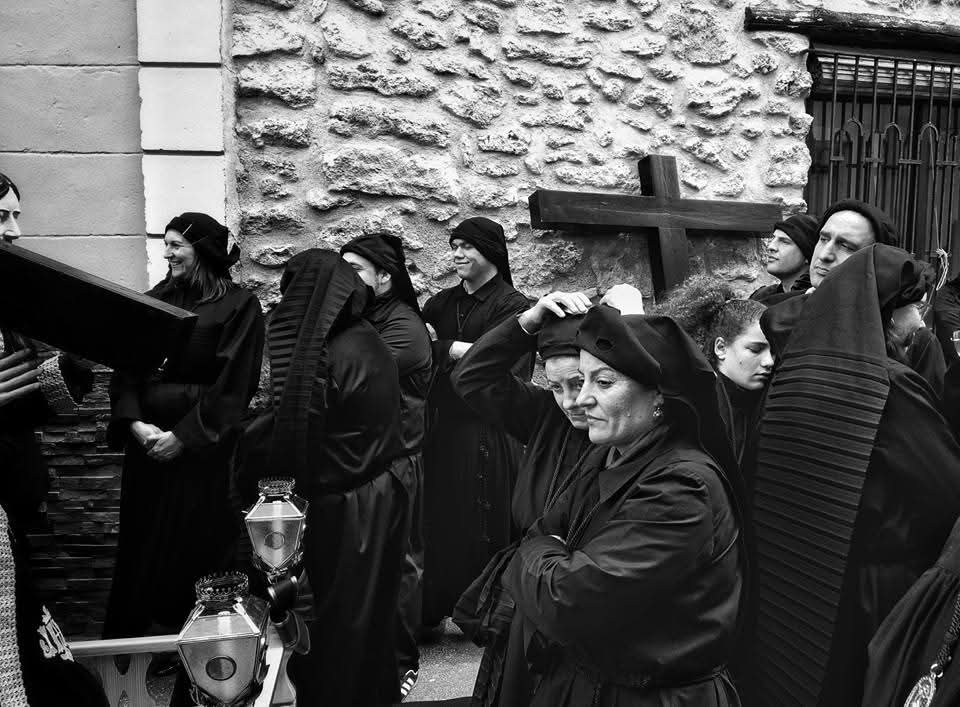
Foto 6
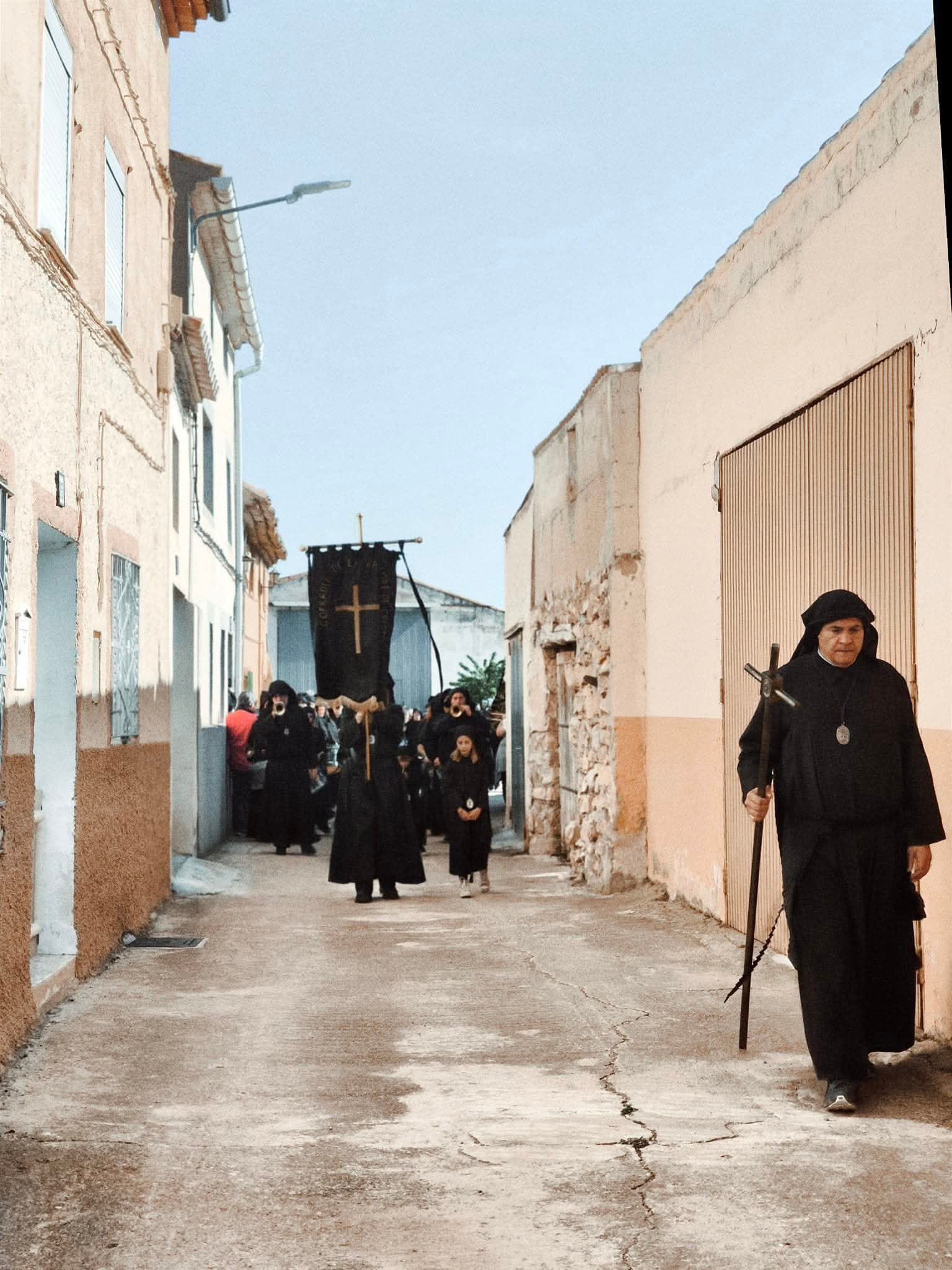
Foto 7
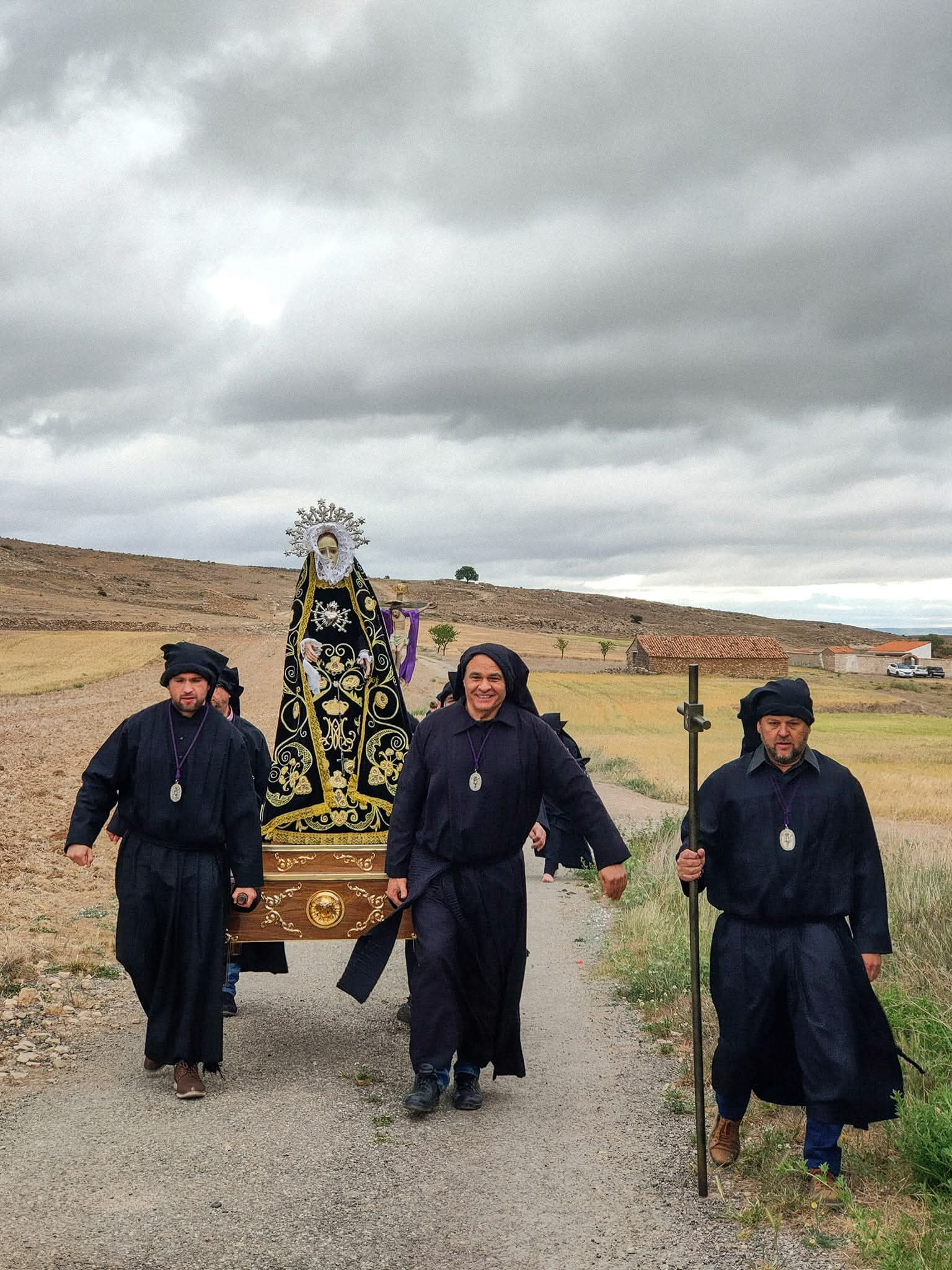
Foto 8
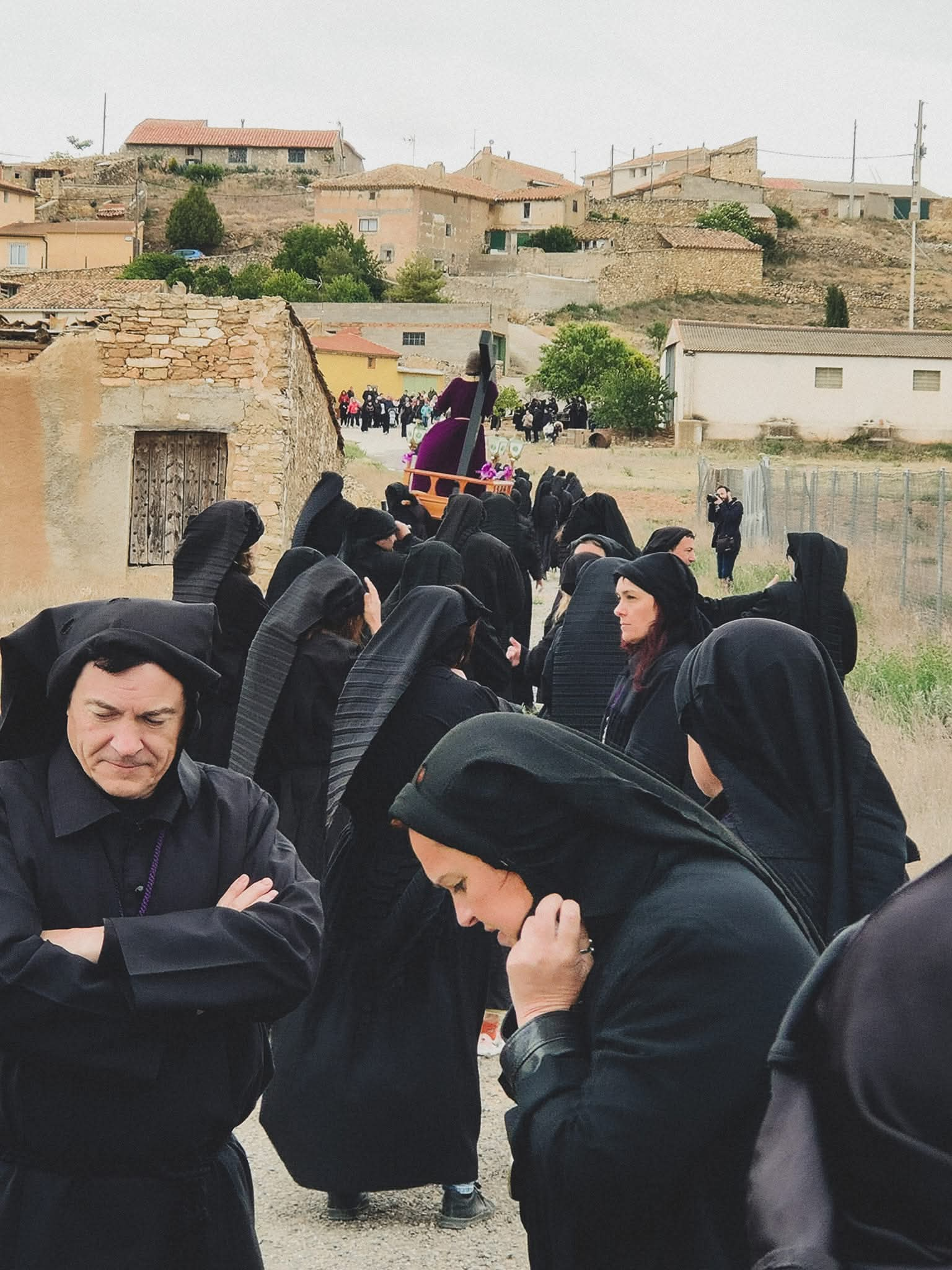
Foto 9
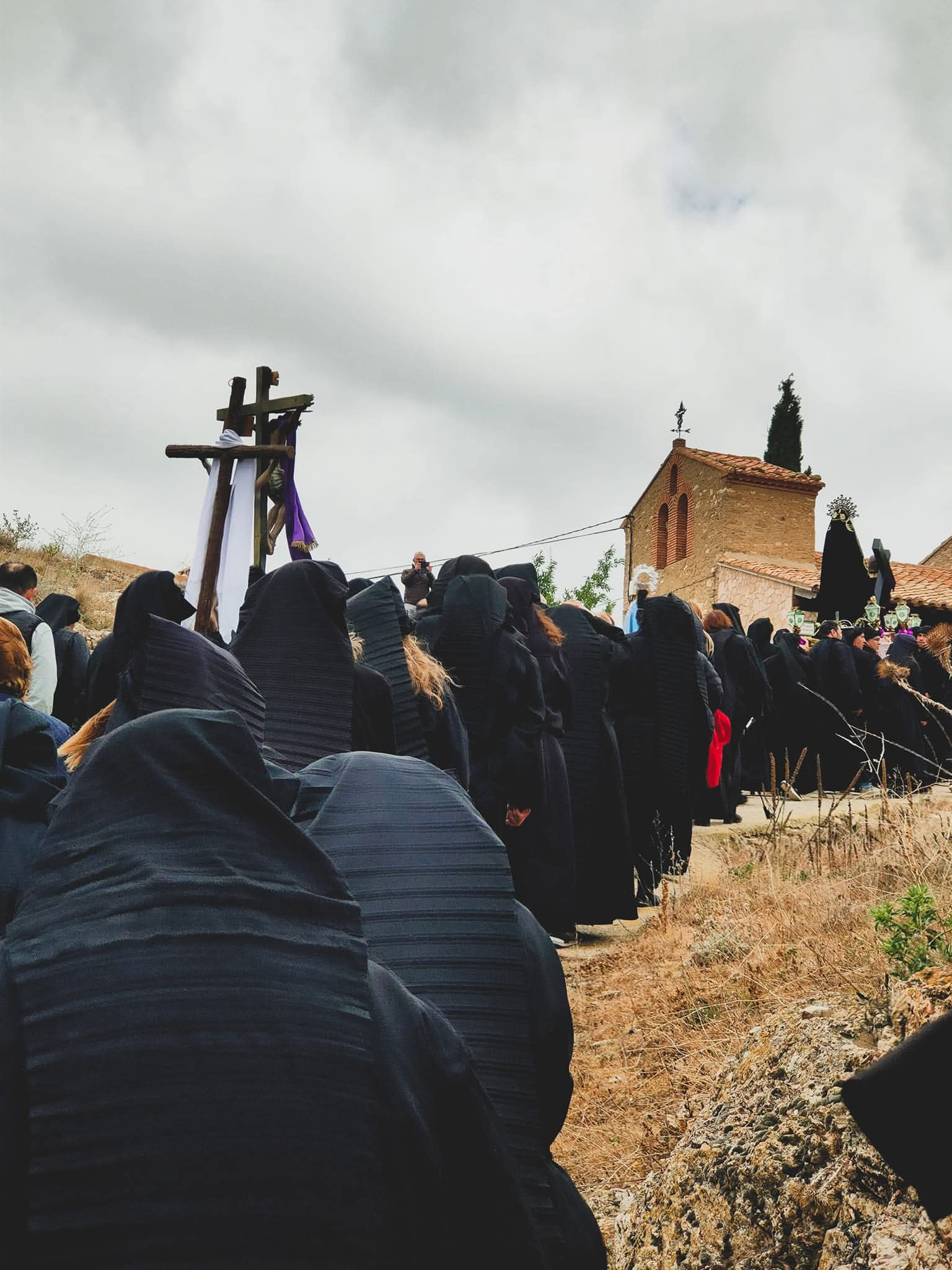
Foto 10